# Mario Garbuglia
Mario Garbuglia (* 27. Mai 1927 in Fontespina; † 31. März 2010 in Cibitano Marche) war ein italienischer Filmausstatter und Szenenbildner.

## Leben
Garbuglia war einer der angesehensten Ausstatter des italienischen Kinos, seine Filmkarriere startete er 1950 in dem Film Donne senza nome von Géza von Radványi. Er arbeitete unter anderem mit Luchino Visconti und Nikita Michalkow zusammen. Er erhielt etliche Auszeichnungen, so den David di Donatello für La storia vera della signora delle camelie, einen Nastro d’Argento für Der Leopard und den Britischen Filmpreis in der Kategorie Bestes Szenenbild für Waterloo.
Begonnen hatte er seine Arbeiten für die Filmindustrie als Szenograf im Jahr 1950.

## Filmografie (Auswahl)
- 1950: Frauen ohne Namen (Donne senza nome)
- 1959: Man nannte es den großen Krieg (La grande guerra)
- 1960: Rocco und seine Brüder (Rocco e i suoi fratelli)
- 1962: Boccaccio 70 (Boccaccio ’70)
- 1963: Der Leopard (Il gattopardo)
- 1968: Barbarella (Barbarella)
- 1970: Waterloo (Waterloo)
- 1974: Gewalt und Leidenschaft (Gruppo di famiglia in un interno)
- 1976: Die Unschuld (L’innocente)
- 1987: Schwarze Augen (Oci ciornie)
- 1993: Albert Savarus
- 1994: Die Troublemaker (Botte di natale)